# Liste der Codices Palatini germanici 600–699

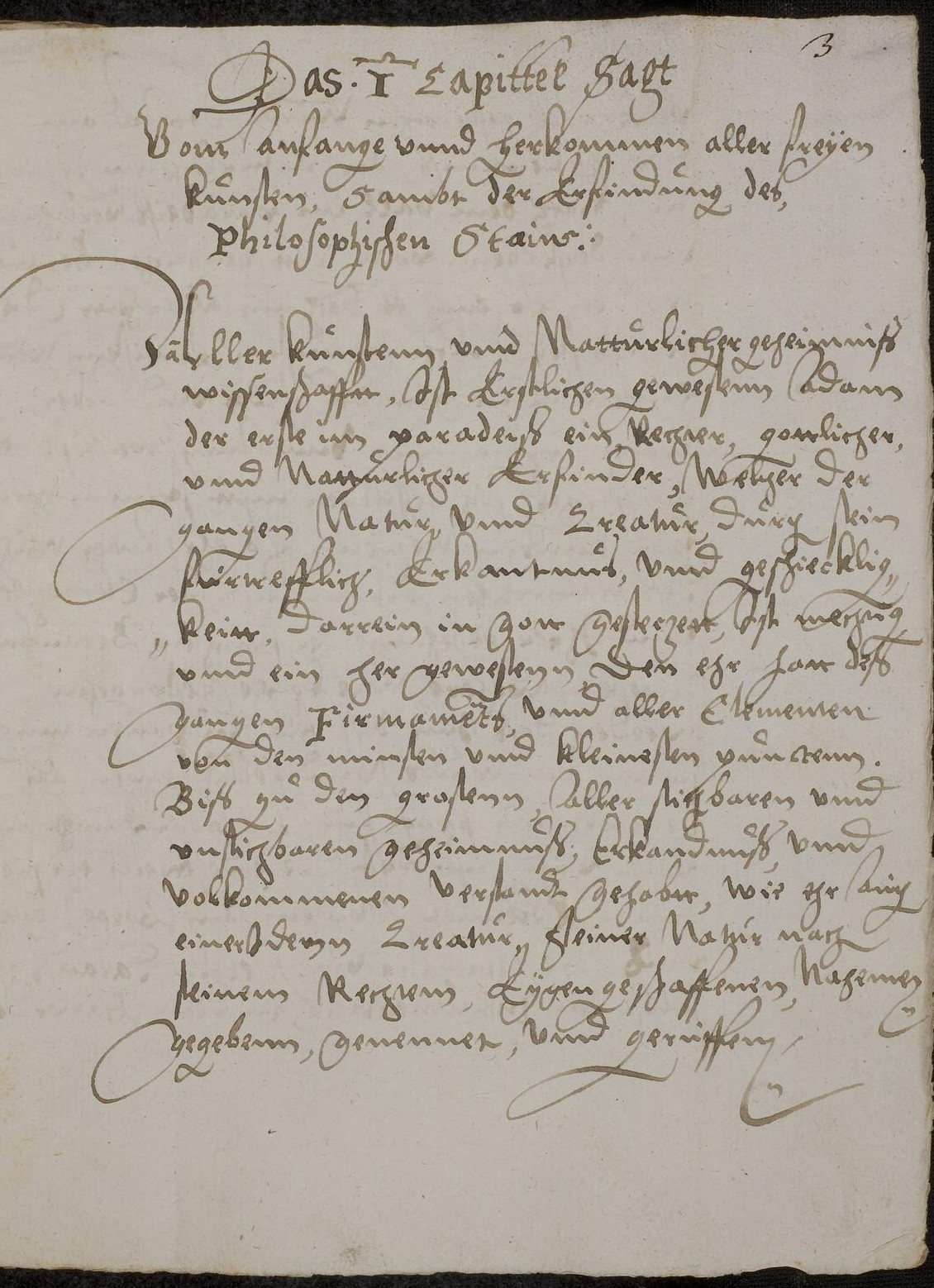
Cod. Pal. germ. 600, Blatt 3r

Diese Liste der Codices Palatini germanici gibt einen Überblick über die Handschriften 600–699 der insgesamt 848 Codices Palatini germanici (Cod. Pal. germ.; Cpg), mit Zusammenstellung der wichtigsten äußeren Daten.
Die Codices Palatini germanici sind die deutschsprachigen Handschriften der Bibliotheca Palatina, die nach wechselvoller Geschichte seit 1816 fast vollständig in der Universitätsbibliothek Heidelberg aufbewahrt werden; 1888 kam der letzte noch fehlende Bestandteil hinzu, der Codex Manesse (Cod. Pal. germ. 848).

## Liste der Handschriften Cod. Pal. germ. 600–699
Die Sprache aller Handschriften ist deutsch, es sei denn, es wäre ausdrücklich anders angegeben. Gleiches gilt für Handschriften mit lateinischen Titeln für deutsche Übersetzungen. Alle Codices sind normalerweise Handschriften, sollten es frühe Druckwerke oder Inkunabeln sein, ist dies angegeben.
Die Spalte ganz links verlinkt Wikipedia-Artikel zu den einzelnen Handschriften; die Spalte ganz rechts verlinkt die Startseiten der jeweiligen Digitalisate der Universitätsbibliothek Heidelberg.
| Cpg-Nr.               | Inhalte | Entstehungsort und -zeit | Material             | Blattzahl | Maße in cm            | UB-Heidelberg |
| --------------------- | --- | --- | -------------------- | --------- | --------------------- | ------------- |
| Cpg 600               | Aurora Philosophorum | Bayern, 1569 | Papier               | 67 Blatt  | 21,5 × 16,1           | Digitalisat   |
| Cpg 601               | Kurfürst Friedrich IV. von der Pfalz: Stammbuch | verschiedene Orte, 1596–1607 | Papier               | 76 Blatt  | 19,4 × 12,9           | Digitalisat   |
| Cpg 602               | Dietrich von Apolda: Vita S. Elisabeth (deutsch) | Bayern, 1388 | Papier               | 71 Blatt  | 21,1 × 15             | Digitalisat   |
| Cpg 603               | Theodor Stricker: Kriegshandlung und Quartierbüchlein zum Kriegszug nach Frankreich 1591–1592 | Heidelberg (?), 1592 | Papier               | 16 Blatt  | 18,4 × 15,2           | Digitalisat   |
| Cpg 604               | Johannes Adler: Urkundensammlung (Formelbuch) | Speyer (?), um 1530–1538 (Nachträge bis 1542) | Papier               | 454 Blatt | 21,1 × 16             | Digitalisat   |
| Cpg 605               | Theobald Billicanus: Auslegung des 91. Psalms | Heidelberg (?), Neuburg/Donau (?), Marburg/Lahn (?), 1545 | Papier               | 265 Blatt | 15,1 × 10,1           | Digitalisat   |
| Cpg 606               | Pfalzgraf Johann Kasimir von Pfalz-Lautern: Stammbuch | verschiedene Orte, 1586–1591 | Papier               | 248 Blatt | 14,7 × 9,8            | Digitalisat   |
| Cpg 607               | Pfalzgraf Johann Kasimir von Pfalz-Lautern: Stammbuch | verschiedene Orte, 1567–1571; 1582/1583 | Papier               | 380 Blatt | 15,2 × 10             | Digitalisat   |
| Cpg 608               | Kurt von Knöringen: Stammbuch | verschiedene Orte, 1587–1598 | Papier               | 270 Blatt | 16 × 10               | Digitalisat   |
| Cpg 609               | Medizinische Rezepte; Medizinische Fragstücke | Nürnberg (?), 1563 | Papier               | 182 Blatt | 15 × 10,5             | Digitalisat   |
| Cpg 610               | Alchemistische Rezepte; Traktat vom Wesen und Ursprung der Metalle | Augsburg (?), vor 1566 | Papier               | 56 Blatt  | 15,9 × 11,3           | Digitalisat   |
| Cpg 611               | Inventar von Schmuck und Kleidern der Pfalzgräfin Elisabeth von Pfalz-Lautern | Kaiserslautern (?), 1570 | Papier               | 185 Blatt | 15,1 × 9,4            | Digitalisat   |
| Cpg 612               | Kurfürstin Elisabeth von der Pfalz: Aufzeichnungen über ihre Kinder | Amberg, 1568–1575 | Papier               | 13 Blatt  | 16,2 × 10,2           | Digitalisat   |
| Cpg 613               | Kaspar Kantz: Von der evangelischen Messe | Süddeutschland (?), zwischen 1520 und 1560 | Pergament            | 25 Blatt  | 16 × 11               | Digitalisat   |
| Cpg 614               | Johann Reutter: Gebete und Sprüche aus der Heiligen Schrift | Amberg, 1573 | Papier               | 62 Blatt  | 15,6 × 10             | Digitalisat   |
| Cpg 615               | Geomantie (deutsch) | Augsburg (?), 1. Hälfte 16. Jh. | Papier               | 135 Blatt | 16,2 × 10,4           | Digitalisat   |
| Cpg 616               | David Übermann: Feldbuch der Wundarznei (medizinische Rezeptsammlung) | Amberg (?), 1567 | Papier               | 92 Blatt  | 14,5 × 9,8            | Digitalisat   |
| Cpg 617               | Geistliche Texte; Mystik; Von der Kunst des Sterbens | Augsburg (?), 2. Hälfte 15. Jh. | Papier               | 288 Blatt | 15,5 × 10,5           | Digitalisat   |
| Cpg 618               | Rechenbuch; Rechnungsbuch | Bayern / Österreich, um 1510 | Papier               | 78 Blatt  | 15,3 × 10,1           | Digitalisat   |
| Cpg 619               | Kurfürst Friedrich IV. von der Pfalz: Stammbuch | Heidelberg (und weitere Orte?), 1582–1595 | Papier               | 265 Blatt | 14,8 × 9,2            | Digitalisat   |
| Cpg 620               | Rezeptsammlung (medizinische und Haushaltsrezepte) | Nordbayern, um 1450 | Papier               | 127 Blatt | 14,8 × 10,4           | Digitalisat   |
| Cpg 621               | Christoph von Haugwitz: Stammbuch | London, Paris, Stuttgart, 1598 | Papier               | 94 Blatt  | 14,5 × 9,5            | Digitalisat   |
| Cpg 622               | Medizinische Rezeptsammlungen | Heidelberg (?) / Kaiserslautern (?), um 1560 bis wenig nach 1572 | Papier               | 150 Blatt | 15,8 × 9,8            | Digitalisat   |
| Cpg 623               | Perikopen; Fragstücklein zum Katechismus; Geistliches Lied; Gebete | Mitteldeutschland, um 1580 | Papier               | 78 Blatt  | 15 × 10,2             | Digitalisat   |
| Cpg 624               | Pfalzgräfin Elisabeth von Pfalz-Lautern: Andachtsbuch (Psalmbetrachtungen) | Kaiserslautern (?) / Heidelberg (?), um 1590 | Papier               | 81 Blatt  | 14,6 × 8,7–9,2        | Digitalisat   |
| Cpg 625               | Pfalzgräfin Elisabeth von Pfalz-Lautern: Andachtsbuch (Psalmbetrachtungen) | Kaiserslautern (?) / Heidelberg (?), um 1590 | Papier               | 112 Blatt | 14,7 × 9              | Digitalisat   |
| Cpg 626               | Pfalzgräfin Elisabeth von Pfalz-Lautern: Andachtsbuch (Psalmbetrachtungen) | Kaiserslautern (?) / Heidelberg (?), um 1590 | Papier               | 97 Blatt  | 14,4 × 9              | Digitalisat   |
| Cpg 627               | Kochbuch (Konfekt) | Südbayern, 1577 | Papier               | 197 Blatt | 15,3 × 9,8            | Digitalisat   |
| Cpg 628               | Peter Schmoltz: Rechenbuch; Formularbuch | Hall (Tirol) / Amberg (?), 1551/1554 | Papier               | 201 Blatt | 15 × 10               | Digitalisat   |
| Cpg 629               | Gebete | Augsburg, 1. Hälfte 16. Jh. | Papier               | 192 Blatt | 14,9 × 10,2           | Digitalisat   |
| Cpg 630               | Bonaventura: Soliloquium (deutsch); Johannes Gerson: Merkpunkte über das Altarsakrament | Heidelberg (?), 1508 | Papier               | 134 Blatt | 15 × 10               | Digitalisat   |
| Cpg 631               | Kurfürst Friedrich IV. von der Pfalz: Tagebuch 1596–1599 (Kopie) | Rom (Vatikanstadt), 1663 | Papier               | 115 Blatt | 13,5 × 10             | Digitalisat   |
| Cpg 632               | Apothekenverzeichnis | Kaiserslautern (?), um 1570/1580 | Papier               | 172 Blatt | 14,8 × 9,6            | Digitalisat   |
| Cpg 633               | Vom beschauenden Leben; (Pseudo-)Albertus Magnus: Paradisus animæ (deutsch, Auszug); Über den Empfang des Sakraments; Mönch von Heilsbronn: Buch von den sechs Namen des Fronleichnams | Augsburg (?), erstes Viertel 15. Jh. | Papier               | 184 Blatt | 15 × 10,5–11          | Digitalisat   |
| Cpg 634               | Geistliche Traktate; Predigten; (Pseudo-)Albertus Magnus: Paradisus animæ (deutsch, Auszug); Birgitta von Schweden: Revelationes (deutsch, Auszug: Von dem beschauenden Leben und von dem aktiven Leben); u. a.                                                                            | Augsburg (?), Ende 14./Anfang 15. Jh. | Papier               | 140 Blatt | 15 × 11               | Digitalisat   |
| Cpg 635               | Alchemistische Sammelhandschrift: Turba Philosophorum (deutsch) u. a. | Süddeutschland, 1530 | Papier               | 425 Blatt | 15,6 × 10             | Digitalisat   |
| Cpg 636               | (1.) Geistliche Lieder; (2.) Geistliches Lied; (3.) Jacob Dachser: Psalmendichtungen (die Gefängnislieder); Jacob Dachser/Sigmund Salminger: Bibeldichtungen zu prophetischen Büchern; (4.) Ambrosius Blarer: Abendmahlsmemorandum                                                         | (1.–3.) Augsburg, 1545–1560 / 1527–1538 (4.) Augsburg (?) / Konstanz (?), 1540 oder wenig später | Papier               | 107 Blatt | 15,8 × 10,8           | Digitalisat   |
| Cpg 637               | Medizinische Rezeptsammlungen; Alchemistische Rezeptsammlungen | Amberg (?) / Augsburg (?) / Kaiserslautern (?), 2. Hälfte 16. Jh. | Papier               | 171 Blatt | 15,7 × 10,5           | Digitalisat   |
| Cpg 638               | Medizinische Rezeptsammlung; Seifenrezepte u. a. | Elsass/Basel, 2. Viertel 15. Jh. | Papier               | 202 Blatt | 13–14 × 10,3          | Digitalisat   |
| Cpg 639               | Gebetbuch | Augsburg (?) / Ulm (?), 1460/1461 | Papier               | 192 Blatt | 14,5 × 10,5           | Digitalisat   |
| Cpg 640               | Johannes von Indersdorf (?): Gebete für Herzog Wilhelm III. von Bayern-München; Absage an die falsche Welt; Sentenzen u. a. | Augsburg, nach 1517 | Papier               | 128 Blatt | 15 × 10               | Digitalisat   |
| Cpg 641               | Thomas de Aquino: Vorsmak des êwigen lebens; Nikolaus de Argentina: Predigten (A) | Südwestdeutschland, 2. Viertel 14. Jh. (nach 1323) | Pergament            | 112 Blatt | 13 × 9                | Digitalisat   |
| Cpg 642               | Kaufmännisches Rechenbuch | Nürnberg (?), Ende 15. Jh. | Pergament und Papier | 44 Blatt  | 11,6 × 7,5            | Digitalisat   |
| Cpg 643               | (Pseudo-)Augustinus: Manuale; Goldene Kette St. Bernhards; Gebete; 24 Stücke von der Vollkommenheit; Sentenzen vom Leiden Christi | Augsburg (?), 1506 | Papier               | 119 Blatt | 11,5 × 8,5            | Digitalisat   |
| Cpg 644               | Medizinische Traktate und Rezepte | Süddeutschland (Franken?), zwischen 1450 und 1470 | Papier               | 189 Blatt | 10,2 × 7,5            | Digitalisat   |
| Cpg 645               | Gebete | Schweiz, 2. Hälfte 15. Jh. | Papier               | 215 Blatt | 10,7 × 8,2            | Digitalisat   |
| Cpg 646               | Heinrich von St. Gallen: Passionstraktat; Gebete u. a. | Ostschwaben, 1470 | Papier               | 205 Blatt | 10,2 × 7,5            | Digitalisat   |
| Cpg 647               | Kommuniongebete u. a.; Fünfzehn Gebete zum Leiden Christi | nördliches Oberrheingebiet, 1445–1460 | Papier               | 132 Blatt | 10,3 × 7,3            | Digitalisat   |
| Cpg 648               | Gebete; Bußpsalmen (deutsch: Martin Luther, 1524); Vaterunser-Auslegungen | Augsburg (?), zwischen 1524 und 1531 (Nachträge letztes Drittel 16. Jh.) | Pergament und Papier | 142 Blatt | 10,3 × 7,3            | Digitalisat   |
| Cpg 649               | Gebetbuch | Bayern, 4. Viertel 16. Jh. | Papier               | 85 Blatt  | 9,9 × 7               | Digitalisat   |
| Cpg 650               | (1.) Fürstin Margarethe von Anhalt: Die Historia von Leiden, Sterben, Auferstehung und Himmelfahrt Christi; Bibelzitate und Gebete; (2.) Karfreitagsliturgie | Augsburg, (1.) 1530 (2.) Ende 15. Jh. | Papier               | 134 Blatt | 10 × 7,5              | Digitalisat   |
| Cpg 651               | Medizinische Rezeptsammlung | Amberg (?), um 1570/1575 | Papier               | 179 Blatt | 14,8 × 20,5           | Digitalisat   |
| Cpg 652               | Medizinische Rezeptsammlung | Amberg, um 1575/1580 | Papier               | 381 Blatt | 16,2 × 21,3           | Digitalisat   |
| Cpg 653               | Medizinische Rezeptsammlungen | Amberg, 1576 | Papier               | 357 Blatt | 16,4 × 20,5           | Digitalisat   |
| Cpg 654               | Titularbuch aus der Kanzlei Anton Fuggers | Südwestdeutschland, um 1541/1542 | Papier               | 274 Blatt | 15,2 × 21,2           | Digitalisat   |
| Cpg 655               | Ambrosius Prechtl: medizinische Rezeptsammlung; Georgius Phaedro: Medici Chirurgia minor; Liber variorum collectaneorum et ex variis autoribus (deutsch, teilweise lateinisch) | Amberg, nach 1566, vor 1576 | Papier               | 194 Blatt | 15,6 × 19,6           | Digitalisat   |
| Cpg 656               | Cyprian Leowitz: Nativität für Marquard Rosenberger | Augsburg, 1554/1555 | Papier               | 196 Blatt | 21,5 × 15             | Digitalisat   |
| Cpg 657               | Italienisch-deutsches Vokabular und Gesprächsbüchlein | Augsburg (?), um 1420 | Papier               | 90 Blatt  | 22 × 14,5             | Digitalisat   |
| Cpg 658               | Cyprian Leowitz (?): Nativität für Johannes Rosenberger; Horoskope; Nativitäten | Augsburg, wenig nach 1550 | Papier               | 172 Blatt | 21 × 15               | Digitalisat   |
| Cpg 659               | Martin Luther: Predigten des Jahres 1540 (Auslegung des 72. Psalms) | Mitteldeutschland, nach 1540 | Papier               | 132 Blatt | 20,9 × 16,1           | Digitalisat   |
| Cpg 660               | Medizinische Rezeptsammlungen | Süddeutschland (Amberg? Augsburg?), 2. Hälfte 16. Jh. | Papier               | 242 Blatt | 21–22 × 15–16,5       | Digitalisat   |
| Cpg 661               | Elisabeth von Pfalz-Lautern: Gebete am Donnerstag, Gebete am Freitag | Heidelberg (?), zwischen 1580 und 1589 | Papier               | 226 Blatt | 20,5 × 15,8           | Digitalisat   |
| Cpg 662               | Medizinische Rezeptsammlungen; Gebete | Süddeutschland, 2. Hälfte 16. Jh. | Papier               | 225 Blatt | 20–21 × 15–16,5       | Digitalisat   |
| Cpg 663 olim: Cpg 565 | Ludwig Gravius, Tractatus de venenis | Amberg, 1596 | Papier               | 116 Blatt | 19,4 × 15,7           | Digitalisat   |
| Cpg 664               | Medizinische Rezeptsammlungen | Simmern (?), 4. Viertel 16. Jh. (nach 1577) | Papier               | 144 Blatt | 21,5 × 15,5           | Digitalisat   |
| Cpg 665               | Kochbuch | Oberpfalz (?), letztes Drittel 16. Jh. | Papier               | 120 Blatt | 21,6 × 15,5           | Digitalisat   |
| Cpg 666               | Medizinische Rezeptsammlungen | Kurpfalz (?), 2. Hälfte 16. Jh. | Papier               | 178 Blatt | 20–21 × 15–15,5       | Digitalisat   |
| Cpg 667               | (1.) Gebete in Todesnöten; (2.) Gebete in Todesnöten; (3.) Johannes Brenz: Bericht wie man sich in sterbenden Läufen der Pestilenz christlich halten soll; (4.) Pantaleon Candidus: Leichenpredigt für Elisabeth Dorothea von Pfalz-Zweibrücken; (5.) Gebete, Vaterunser-Auslegungen u. a. | (1.) Süddeutschland (?), wenig vor 1590 (2.) Heidelberg (?), letztes Drittel 16. Jh. (3.) Süddeutschland (?), zwischen 1565 und 1595 (4.) Zweibrücken, 1593 (5.) Mitteldeutschland (?), wenig nach 1585 | Papier               | 149 Blatt | 20,3–21,5 × 15,3–16   | Digitalisat   |
| Cpg 668               | Wolfgang Geuss: Nativität für Pfalzgräfin Christina | Süddeutschland, 1573 | Papier               | 28 Blatt  | 20 × 15,5             | Digitalisat   |
| Cpg 669               | Stephanus Fliscus: Sententiarum variationes sive synonyma (lateinisch/deutsch) | Nürnberg, 1464 | Papier               | 74 Blatt  | 20,8 × 15             | Digitalisat   |
| Cpg 670               | Christoph Hayd: Kaufmännisches Rechenbuch | Augsburg, 1514/1515 | Papier               | 49 Blatt  | 19,5 × 14,5           | Digitalisat   |
| Cpg 671               | (Pseudo-)Rogerus Bacon: De Sole (deutsch: Georg Gemblich); Inhaltsübersicht und Widmungsbrief zu einer alchemistischen Sammelhandschrift | Amberg (?), 1575/1576 | Papier               | 54 Blatt  | 21 × 16               | Digitalisat   |
| Cpg 672               | Juan Luis Vives: Excitationes animi ad Deum (deutsch) u. a. | Augsburg (?), um 1550 | Papier               | 240 Blatt | 22 × 15,8             | Digitalisat   |
| Cpg 673               | (1.) Bartholomäus-Rezepte; (2.) Harntraktat; Branntweintraktat; Wässer; Kräuter u. a. | Südwestdeutschland, (1.) 1457 (2.) 2. Viertel 15. Jh. | Papier               | 74 Blatt  | 21 × 14,2             | Digitalisat   |
| Cpg 674               | Johann Spreter: Wahrer Bericht des Nachtmahls und Sakraments des heiligen Leibes und Blutes Christi | Rottweil (?), 1542 | Papier               | 78 Blatt  | 20,9–21,8 × 16–17     | Digitalisat   |
| Cpg 675               | Predigt vom Heiligen Andreas; Tagzeitengebete von der Heiligen Dreifaltigkeit; Heinrich von Friemar: Tractatus de occultatione vitiorum (deutsch); Zehn Staffeln der Demut | Augsburg (?), 1470–1490 | Papier               | 53 Blatt  | 21,5 × 15,5           | Digitalisat   |
| Cpg 676               | Schwäbische Chronik; Kochbuch; Farbrezepte; Monatsverse; Gebete | Augsburg (?), 3. Viertel 15. Jh. (nach 1455) | Papier               | 75 Blatt  | 21,4 × 14,7           | Digitalisat   |
| Cpg 677               | Auszug von Teutschen Landen u. a. | Augsburg, 1464–1467 | Papier               | 49 Blatt  | 20,8 × 15,2           | Digitalisat   |
| Cpg 678               | Rezeptsammlungen | nördliches Oberrheingebiet, letztes Viertel 15. Jh. | Papier               | 50 Blatt  | 21,5–22 × 14,5–15     | Digitalisat   |
| Cpg 679               | Gebete vom Leiden Christi u. a. | Amberg (?) / Heidelberg (?), um 1580 | Papier               | 58 Blatt  | 20,5–21,5 × 15,5–16   | Digitalisat   |
| Cpg 680               | Sammlung von Meisterliedern (Meisterliederhandschrift p); K. Aurbacher: Glaubensbekenntnis; Ständerüge (Fragment) | Augsburg, um 1530 | Papier               | 102 Blatt | 20,2 × 16,2           | Digitalisat   |
| Cpg 681               | Publius Terentius Afer: Zwei Komödien (Andria, Eunuchus, deutsch: Clemens Stephani) u. a. | Augsburg (?), 1554 | Papier               | 139 Blatt | 21–22 × 16            | Digitalisat   |
| Cpg 682               | Medizinische Rezeptsammlungen (4 Teile) | Mittelbaiern/Südbaiern, (1.) 2. Viertel 16. Jh. (2.) um 1460 (3.) um 1500 (4.) um 1550 | Papier               | 100 Blatt | 21,5–22 × 15–16,2     | Digitalisat   |
| Cpg 683               | Medizinische Rezeptsammlungen (2 Teile) | Amberg, (1.) zwischen 1560 und 1580 (?) (2.) 1566 | Papier               | 89 Blatt  | 20,3–21,5 × 15,2–15,7 | Digitalisat   |
| Cpg 684               | Georg Agricola: Pesttraktat | Amberg, 1571 | Papier               | 54 Blatt  | 19,5 × 15,5           | Digitalisat   |
| Cpg 685               | Medizinische Rezeptsammlungen | Kurpfalz (?), letztes Viertel 16. Jh. | Papier               | 44 Blatt  | 20,5–21,6 × 15,5–16   | Digitalisat   |
| Cpg 686               | Lienhart Flexel: Reimspruch auf das Büchsenschießen in Passau 1555 | Passau, 1555 | Papier               | 38 Blatt  | 22 × 15               | Digitalisat   |
| Cpg 687               | (1.) Michael Schwaiger der Jüngere: Medizinische Rezeptsammlung; (2.) Der alte Schwaiger: Medizinische Rezeptsammlung;(3.) Michael Schwaiger der Jüngere: Medizinische Rezeptsammlung; (4.) Katharina von Pfalz-Simmern: Medizinische Rezeptsammlung                                       | Amberg, (1.–3.) 1567 (4.) 1564, Nachtrag 1571 | Papier               | 110 Blatt | 21,2–21,9 × 15,3–16,1 | Digitalisat   |
| Cpg 688               | Kurfürst Friedrich III. von der Pfalz: Abrechnungen mit dem Goldschmied Wilhelm Du Hamel | Heidelberg, 1560–1568 | Papier               | 100 Blatt | 20,5 × 15,6           | Digitalisat   |
| Cpg 689               | Martin Luther, Philipp Melanchthon u. a.: Briefe und Schriftstücke aus den Jahren 1525–1545 | Augsburg (?), um 1550 | Papier               | 158 Blatt | 21 × 16               | Digitalisat   |
| Cpg 690               | Elisabeth von Pfalz–Lautern: Psalmgebete | Heidelberg, um 1580/85 | Papier               | 254 Blatt | 21 × 16               | Digitalisat   |
| Cpg 691               | Kalender; Astrologische Texte und Tabellen | verschiedene Orte, um 1450–1464 | Papier               | 85 Blatt  | 21,7–21,9 × 15,3–16   | Digitalisat   |
| Cpg 692               | Kurfürst Johann Friedrich I. von Sachsen: Korrespondenz aus den Jahren 1549–1551 | Gent/Mecheln, wenig nach 1551 | Papier               | 50 Blatt  | 21 × 16               | Digitalisat   |
| Cpg 693               | Heinrich von Mügeln u. a.: Sangspruchdichtung | Schlesien, um 1400 | Papier               | 43 Blatt  | 20,3 × 14,4           | Digitalisat   |
| Cpg 694               | Elisabeth von Pfalz–Lautern: Gebete am Sonntag; Geistliche Lieder | Heidelberg (?), zwischen 1580 und 1589 | Papier               | 87 Blatt  | 20,5 × 15,8           | Digitalisat   |
| Cpg 695               | (1.) Gespräch zwischen Meister und Jünger über Daniel; (2.) Branntweintraktat | (1.) Südbayern, 1. Viertel 15. Jh. (2.) Westmitteldeutschland, 1. Viertel 15. Jh. | Papier               | 76 Blatt  | 21 × 14               | Digitalisat   |
| Cpg 696               | Sammelhandschrift (Lieder, Rezepte, theologische Texte u. a.) | verschiedene Orte, um 1420 – um 1590 | Papier               | 316 Blatt | 22 × 16,1             | Digitalisat   |
| Cpg 697               | Medizinische Rezeptsammlung | Heidelberg (?) / Amberg (?), um 1575/1580 | Papier               | 124 Blatt | 21,1–22 × 15,3        | Digitalisat   |
| Cpg 698               | Medizinische Rezeptsammlung | Nordhessen, 1556 | Papier               | 130 Blatt | 21–22 × 16            | Digitalisat   |
| Cpg 699               | Medizinische Rezeptsammlungen | Amberg (?) / Augsburg (?), um 1576/1580 | Papier               | 117 Blatt | 21,4–21,9 × 16–16,5   | Digitalisat   |